# Lizzy Witlox
Lizzy Witlox, née le 11 février 1995 à Eindhoven, est une coureuse cycliste néerlandaise, spécialiste du cross-country eliminator (VTT) et du cyclo-cross.

## Palmarès en VTT

### Coupe du monde
- Coupe du monde de cross-country eliminator (1)
  -  2017 : 1re du classement général, vainqueur de 2 manches
  -  2018 : 6e du classement général, vainqueur d'une manche

### Championnats des Pays-Bas
- 2016
  -  Championne des Pays-Bas de cross-country eliminator
- 2017
  - 3e du championnat des Pays-Bas de cross-country eliminator
- 2018
  -  Championne des Pays-Bas de cross-country eliminator

### Autres
- 2016
  - Berlicum (cross-country)

## Palmarès en cyclo-cross
- 2010
  - Almelo
  - 2e du championnat de Pays-Bas de cyclo-cross cadettes
- 2014
  - Lierop
- 2015
  - 10e du championnat d'Europe de cyclo-cross espoirs
- 2016
  - Boxtel

## Palmarès sur route
- 2010
  - 2e du championnat des Pays-Bas sur route cadettes